# So Help Me God!
So Help Me God! è il sesto album in studio del rapper statunitense 2 Chainz, pubblicato nel 2020.

## Tracce
1. Lambo Wrist – 2:51
2. Grey Area – 2:51
3. Save Me (featuring YoungBoy Never Broke Again) – 3:23
4. Money Maker (featuring Lil Wayne) – 2:58
5. Can't Go for That (featuring Ty Dolla Sign & Lil Duval) – 2:59
6. Feel a Way (featuring Kanye West & Brent Faiyaz) – 3:33
7. Quarantine Thick (featuring Mulatto) – 3:10
8. Ziploc (featuring Kevin Gates) – 3:25
9. Free Lighter (featuring Lil Uzi Vert & Chief Keef) – 2:53
10. Toni – 2:58
11. Southside Hov – 2:39
12. Vampire – 3:57
13. YRB (featuring Rick Ross & Skooly) – 4:03
14. Wait for You to Die – 4:27
15. 55 Times – 3:39